# Hakea leucoptera
Hakea leucoptera är en tvåhjärtbladig växtart. Hakea leucoptera ingår i släktet Hakea och familjen Proteaceae.

## Underarter
Arten delas in i följande underarter:
- H. l. leucoptera
- H. l. sericipes